# Marphysa totospinata
Marphysa totospinata är en ringmaskart som beskrevs av Lu och Fauchald 1998. Marphysa totospinata ingår i släktet Marphysa och familjen Eunicidae. Inga underarter finns listade i Catalogue of Life.